# Detaille Island
Detaille Island är en ö i Antarktis. Den ligger i havet utanför Västantarktis. Argentina, Chile och Storbritannien gör anspråk på området. På ön har funnits en forskningsstation benämnd Base W eller Loubet Coast.